# خوان مارتينيز مارتينيز
خوان مارتينيز مارتينيز (بالإسبانية: Casuco)‏ (26 سبتمبر 1955 بلورقة في إسبانيا - ) هو مدرب كرة قدم ولاعب كرة قدم إسباني في مركز الدفاع. لعب مع ريال سرقسطة ونادي أوريويلا ونادي إلتشي ونادي غرناطة ونادي الزيرا ‏ وLorca Deportiva CF ‏ وÁguilas CF ‏ وأوريهويلا ديبورتيفا ‏ وCF Lorca Deportiva (1969) ‏.

## وصلات خارجية
- خوان مارتينيز مارتينيز على موقع قاعدة بيانات كرة القدم.إي يو (الإنجليزية)